# 専門家
専門家（せんもんか）とは、技術・芸術・その他特定の職域で精通し、専門的な知識と能力のある人のこと。基本的には、学者・研究者を指すことが多い。「有識者」も似たような意味である。
以下は、専門家の具体例である。

## 国内法に専門家として明示されている国家資格者
- 公認会計士（監査及び会計の専門家）

公認会計士法第一条
公認会計士は、監査及び会計の専門家として、独立した立場において、財務書類その他の財務に関する情報の信頼性を確保することにより、会社等の公正な事業活動、投資者及び債権者の保護等を図り、もつて国民経済の健全な発展に寄与することを使命とする。
- 税理士（税務に関する専門家）

税理士法第一条
税理士は、税務に関する専門家として、独立した公正な立場において、申告納税制度の理念にそつて、納税義務者の信頼にこたえ、租税に関する法令に規定された納税義務の適正な実現を図ることを使命とする。
- 弁理士（知的財産に関する専門家）

弁理士法第一条
弁理士は、知的財産（知的財産基本法（平成十四年法律第百二十二号）第二条第一項に規定する知的財産をいう。以下この条において同じ。）に関する専門家として、知的財産権（同条第二項に規定する知的財産権をいう。）の適正な保護及び利用の促進その他の知的財産に係る制度の適正な運用に寄与し、もって経済及び産業の発展に資することを使命とする。
- 宅地建物取引士（宅地又は建物の取引の専門家）

宅地建物取引業法第十五条
宅地建物取引士は、宅地建物取引業の業務に従事するときは、宅地又は建物の取引の専門家として、購入者等の利益の保護及び円滑な宅地又は建物の流通に資するよう、公正かつ誠実にこの法律に定める事務を行うとともに、宅地建物取引業に関連する業務に従事する者との連携に努めなければならない。
- 司法書士（登記、供託、訴訟その他の法律事務の専門家）

司法書士法第一条
司法書士は、この法律の定めるところによりその業務とする登記、供託、訴訟その他の法律事務の専門家として、国民の権利を擁護し、もつて自由かつ公正な社会の形成に寄与することを使命とする。
- 土地家屋調査士（不動産の表示に関する登記及び土地の筆界を明らかにする業務の専門家

土地家屋調査士法第一条
土地家屋調査士（以下「調査士」という。）は、不動産の表示に関する登記及び土地の筆界（不動産登記法（平成十六年法律第百二十三号）第百二十三条第一号に規定する筆界をいう。第三条第一項第七号及び第二十五条第二項において同じ。）を明らかにする業務の専門家として、不動産に関する権利の明確化に寄与し、もつて国民生活の安定と向上に資することを使命とする。

## 実務家
- 政治 - 政治家
- 法律-法律家
- 活動 - 政治活動家・人権活動家・諜報活動家・慈善活動家・社会活動家・市民活動家・NGO活動家・国際協力活動家
- 経済 - 財政家・実業家・銀行家・投資家・起業家・社会起業家・情報起業家
- 開発 - 建築家・都市計画家・構造家・図書設計家・銃器設計家・書体設計家・航空機設計家・商環境設計家・ゴルフコース設計家・ゴルフクラブ設計家・音響設備設計家
- 報道-ジャーナリスト（なお、海外のジャーナリストの多くは大学院で修士号・博士号を取得しており、専門性を有しているが、日本のジャーナリストは大卒が多く、専門性を有しているとは言えない状況である）

## 学術
- 学術に関しては、大学院で修士号・博士号を取得し、大学・研究所・シンクタンクなどで研究を行っている者を「専門家」と呼ぶ。逆に、学者・研究者を名乗っていても、三浦瑠麗・古市憲寿など研究実績が無い者も存在するため、注意が必要である。
- 以下は、「○○家」と呼ばれるものの例である。「○○家」と呼ばれないが、学術の専門家はたくさんいる（数学者、法学者、医学者、経済学者、地理学者、人類学者、生物学者、社会学者など）
- 教育 - 研究家・教育家
- 歴史 - 歴史家・思想史家・建築史家・郷土史家・美術史家・戦史家・軍事史家・科学史家・福音史家・経済史家・哲学史家・神道史家・仏教史家・体育史家・哲学史家・文化史家・女性史家・風俗史家・法制史家・西洋史家・東洋史家・服飾史家・食物史家・映画史家・都市史家・言語史家・文芸史家・文学史家・構造史家・政治史家・音楽史家・音楽社会史家

## スポーツ・武道家
- 武道 - 格闘家・空手家・剣道家・柔道家・柔術家・合気道家
- その他 - 登山家・探検家・旅行家・冒険家

## 食
- 料理研究家・料理家 - 調理師・栄養士・管理栄養士

## 文化
- 造園家・作庭家・園芸家 - 庭師
- マンガ - 漫画家・アニメーション作家

## 芸術家・文芸家
- 芸術 - 芸術家
- 作家 - 小説家・著作家・劇作家・脚本家・翻訳家・文筆家・推理作家・放送作家・絵本作家・映像作家・人形作家・ライター
- 芸道 - 落語家・漫談家・書道家・華道家・茶道家・香道家
- 音楽 - 楽家・音楽家・声楽家・演奏家・作詞家・作曲家
- 美術 - 美術家・画家・版画家・彩画修復技術家・工芸家・彫刻家・陶芸家・写真家・室内装飾家
- 演劇 - 舞台美術家・演劇家・演出家・能楽家・舞踊家・舞踏家

## 啓蒙家
- 宗教 - 宗教家・神道家・聖職者・神父・牧師・僧侶・神官
- 思想 - 思想家・説教家